# Ernst von Schleinitz
Ernst von Schleinitz, ab 1532 Ernst Freiherr von Schleinitz (* 1482; † 6. Feber 1548 in Rumburg, Leitmeritzer Kreis, Königreich Böhmen), war Dompropst zu Prag und Meißen und Administrator des Erzbistums Prag, Herr zu Tollenstein und Schluckenau in Nordböhmen. Bekannt ist er als ein Gegner der Reformation.

## Leben und Wirken
Ernst von Schleinitz entstammte dem Adelsgeschlecht von Schleinitz, war der Sohn des Heinrich von Schleinitz († 1515) und Besitzer mehrerer Güter. Spätestens ab 1514 war er Dompropst in Meißen und ab 1525 Administrator des Erzbistums Prag. Im Beisein des Herzogs Georg von Sachsen hielt er eine heftige Disputation mit Martin Luther.
Am 1. Mai 1532 bestätigte der böhmische Landesherr Ferdinand I. dem Ernst von Schleinitz und dessen Bruder Georg von Schleinitz († 1565) sowie deren Vettern Johann, Simon und Juda von Schleinitz den ihren Vorfahren verliehenen Freiherrnstand mit „Schleinitz Freiherr zu Tollenstein und Schluckenau“ und verlieh ihnen die Rotwachsfreiheit.
Ernst von Schleinitz starb in Rumburg und wurde in der St.-Wenzel-Kirche in Schluckenau beigesetzt. Lange Zeit existierte noch sein prachtvolles Epitaph.